# Ville de Saint-Nazaire
Le paquebot Ville de Saint-Nazaire est le premier d'une série de trois paquebots appartenant à la Compagnie générale transatlantique qui desservait la ligne Saint-Nazaire-Valparaíso.

## Historique
Le Ville de Saint-Nazaire est construit au Chantiers de l'Océan à Bordeaux, ainsi que ses deux jumeaux, les Ville de Bordeaux et Ville de Brest. Il est mis en service en janvier 1871 et sert la ligne mexicaine, celle de Valparaiso en 1874, puis celle de Colon en 1876.
En 1879-1880, il reçoit de nouvelles chaudières et dessert de façon temporaire les lignes d'Afrique du Nord. En 1882 il dessert à nouveau le Mexique et Haïti de 1886 a 1888. En 1888, il reçoit à nouveau des chaudières neuves et reprend la ligne d'Afrique du Nord (de 1891 à 1895).

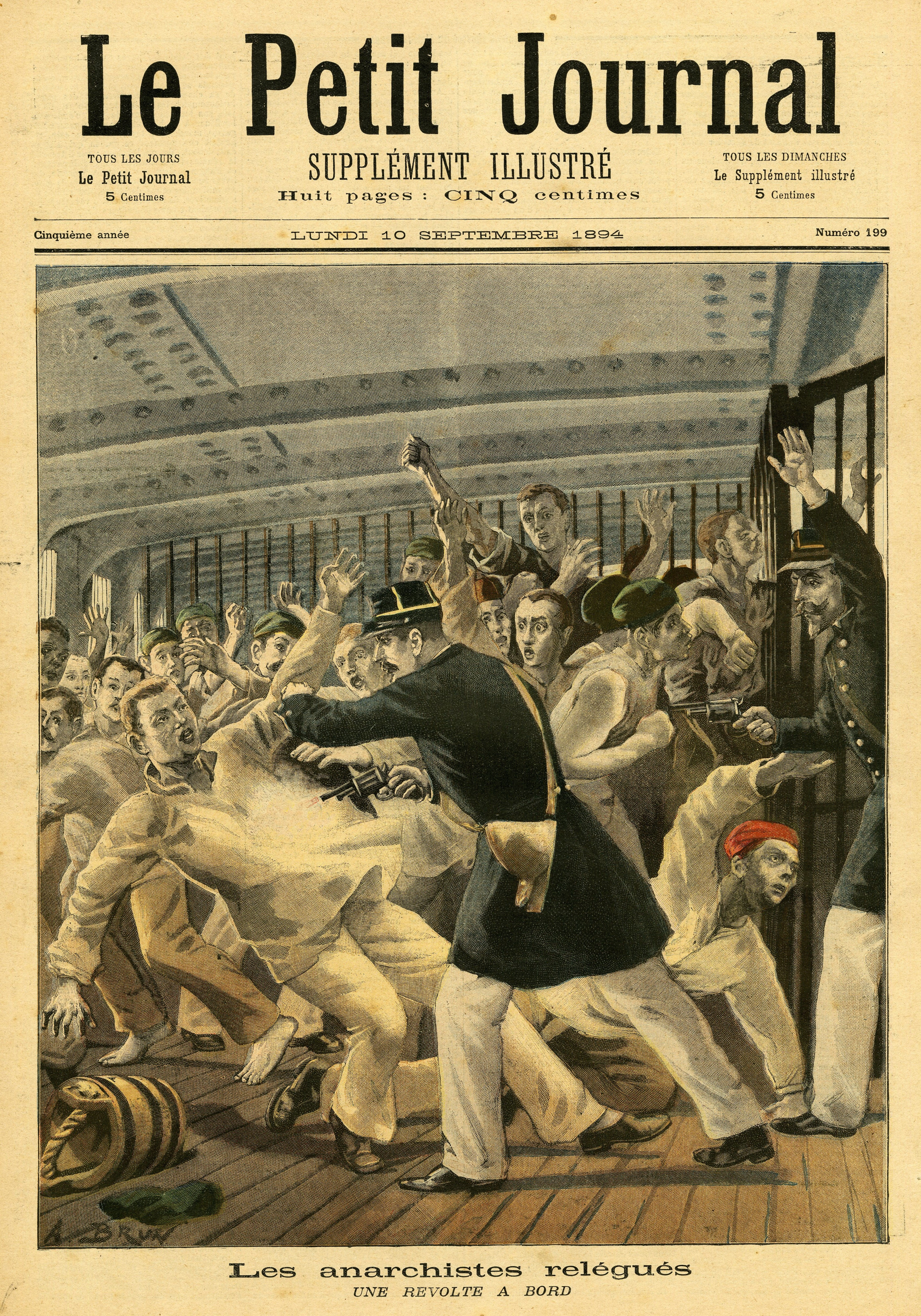
Révolte des anarchistes à bord du Ville de Saint-Nazaire en 1894.

En 1891, il est affrété par l'État pour transporter des forçats au bagne de Cayenne. Parmi ces forçats, Alfred Dreyfus. En 1894, alors qu'il part de l'Île d'Aix pour la Guyane, une révolte des anarchistes relégués éclate à bord.
En avril 1895, il dessert à nouveau Colon. Le 6 mars 1897, alors que le navire en provenance de New York se dirige vers les Antilles, il doit être abandonné à la suite d'une importante voie d'eau ; sur les 83 personnes à bord, 18 sont sauvées par deux navires.

## Description
- Type de navire : paquebot mixte
- Construction : 1871 à Bordeaux
- Longueur : 88,5 m
- Largeur : 12,33 m
- Jauge : 2676 tonneaux
- Vitesse : 12,5 nœuds